# Двулинейный мешкокрыл
Двулинейный мешкокрыл (лат. Saccopteryx bilineata) — небольшая летучая мышь семейства футлярохвостых. Обитает в Центральной и Южной Америке.
Вид широко распространён на низких высотах, как правило, ниже 500 метров над уровнем моря. Использует для охоты поляны и коридоры среди лесов как природные, так и техногенные. Образует колонии в среднем около 12 особей. Эти летучие мыши могут отдыхать с другими видами в дуплах деревьев или пещерах. Этот вид воздушный насекомоядный.
Вырубка лесов представляет собой потенциальную угрозу. Встречается в некоторых охраняемых районах.